# Chrám Bohorodice Farosské
Chrám Bohorodice Farosské (neboli majáku; řec. Ναός Θεοτόκου τοῦ Φάρου) – byla malá palácová kaple v císařském Velkém paláci, avšak neobyčejného významu.

## Historie
Konstantinopol neboli Nový Řím postrádal po svém založení jistou spiritualitu a křesťanskou tradici prvního Říma, proto vládci města začali získávat nejprestižnější dostupné relikvie. Postupně si Konstantinopol vybudovala pověst svatého města, druhého Jeruzaléma, místa očekávaného Druhého příchodu Ježíše Krista, ve kterém relikvie svatých byly vkládány do kupolí, stěn a sloupů chrámů, kdy samo město se proměnilo v jedinečný relikviář.
Nejvzácnější byl malý chrám Bohorodice Farosské, který sloužil jako dvorní kaple a vzácný relikviář v rozmezí let 769 – 1204. Kaple byla součástí Velkého paláce v Konstantinopoli, který stál na vyvýšeném místě na břehu Marmarského moře poblíž majáku (řec.Φάρος – pharos), od kterého dostala své jméno, a nacházela se v srdci paláce jihovýchodně od Chrysotriklinia (Zlatá komnata, hlavní trůnní sál) – místě, kde hlavní císařské ceremonie začínaly a končily, neboť mezi všemi třiceti palácovými kaplemi měla tato kaple naprosto výsadní postavení.
Kaple je poprvé zmíněna Theofanem Confessorem v roce 769 u příležitosti svatby císaře Lea IV., která se zde konala. Později byla přestavěna císařem Michaelem III. a znovu vysvěcena patriarchou Fotiem roku 864. Poté nastal triumf ortodoxie, tj. uctívání ikon, neboť skončilo druhé ikonoklastické období.

## Relikvie
V Konstantinopoli se soustřeďovaly křesťanské relikvie ze všech okolních zemí, zejména z dobytých území muslimy. Hlavní a nejcennější relikvie týkající se umučení Krista byly uloženy v kapli Bohorodice Farosské, která byla otevřená všem poutníkům z celého světa. Kolem roku 1200 Nicholas Mesarites, strážce chrámu, popsal tyto relikvie:
- Svatý kříž – větší část (r.940)
- Svaté kopí (r.940)
- Mandylion z Edessy (r.944)
- Pravá ruka Jana Křtitele (r.956)
- Kristovy sandály (r.975)
- Kristův dopis králi Abgarovi V. (r.1032)
- Kristova trnová koruna (r.1036)
- Svaté hřeby (do konce 12. století)
- Bezešvý chiton Páně
- Nachový Kristův plášť
- Rákosová třtina z ukřižování Krista
- Kámen oplakávání (1169-1170) z Kristova hrobu
- Límec
- Pohřební plátno
- Ručník, který Kristus použil při umývání nohou apoštolů

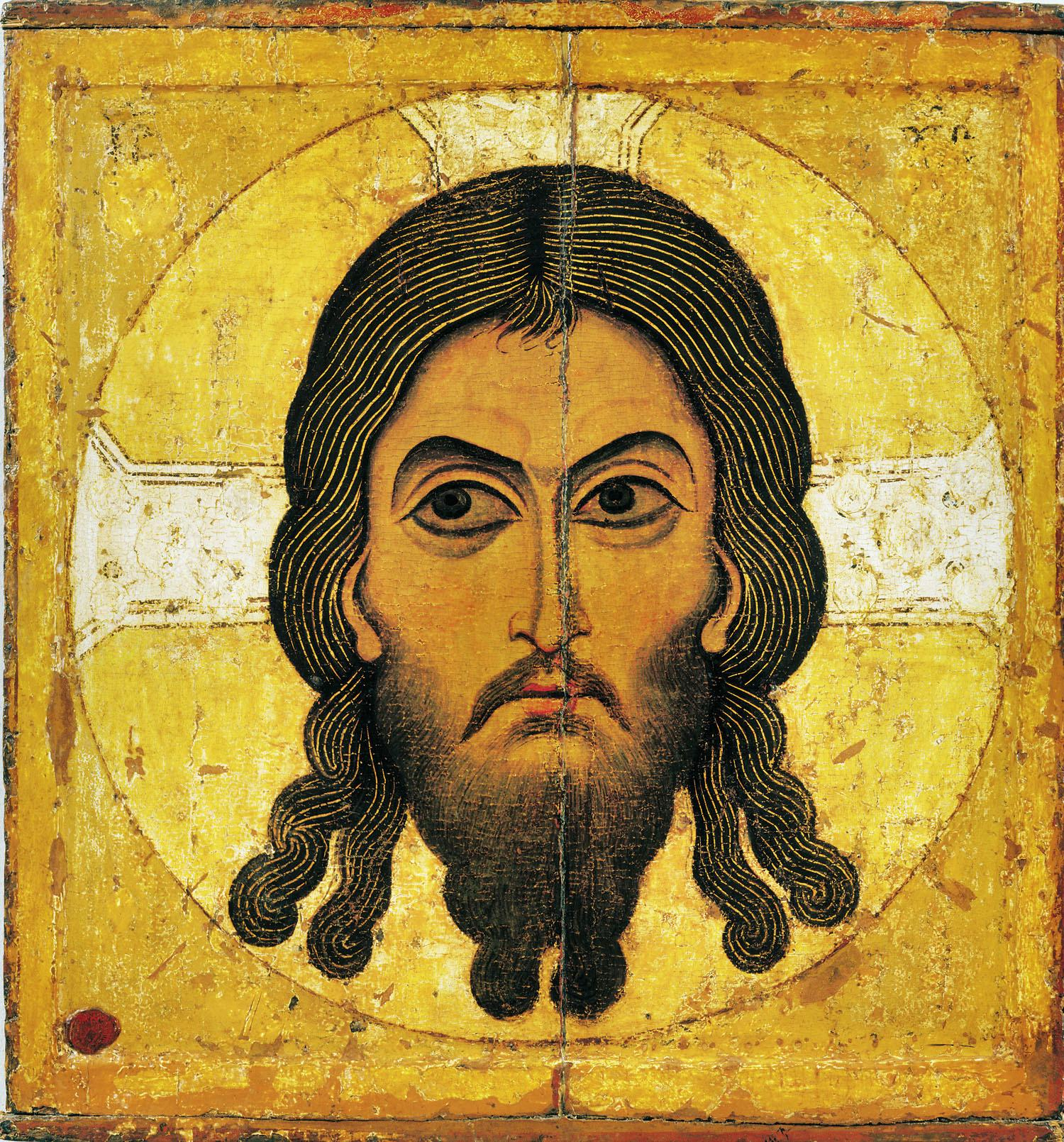
Christos Acheiropoietos

Kromě těchto relikvií Mesarites se zmínil o dvou rukou nevytvořených vyobrazeních Krista (Acheiropoieta) – jedno na plátně a druhé na keramické dlaždici (tzv. Keramidion), které byly rovněž uchovávány v dvorní kapli. Soupis relikvií dohromady obsáhl ještě asi patnáct dalších doplnění: dva fragmenty svatého Kříže, lahvičku s Kristovou krví, část Maforionu a opasku Bohorodice a její stopu. Detailní seznam latinského poutníka vykazoval relikvie sv.Jana Křtitele: jeho hlavu, pravou ruku, jeho vlasy, část jeho šatu a sandály a jeho železnou hůl s křížem.
Svaté kopí a svatá houba byly přivezeny z Jeruzaléma do Konstantinopole císařem Herakliem po roce 614. Dne 16. srpna 944 byl v chrámu Bohorodice Farosské umístěn svatý Mandylion – tato událost je ročně slavena v pravoslavné církvi. Kolem roků 967/968 do kaple přibyl Keramion z Edessy a ze syrského města Mempetze roku 975 přivezli Kristovy sandály. Rovněž z Edessy doručili císaři Romanovi III. roku 1032 Kristův dopis králi Abgarovi. Vzácná sbírka relikvií Kristova umučení byla završena v letech 1169/1170, kdy Manuel I. Komnenos přivezl z Efesu Kámen oplakávání a přidal jej do relikviáře kaple Bohorodice Farosské.
Jiným důležitým artefaktem je Limburská staurotéka – byzantský císařský relikviář datovaný k letům 968-985 s fragmenty dřeva svatého Kříže, který je zhotoven z platanového dřeva a je orámován deseti relikviemi umístěnými v oddělených částech s nápisy. Většina těchto relikvií pochází z farosské kaple, jejíž svátosti se prostřednictvím císařských darů rozšířily po celém křesťanském světě. Farosské relikvie byly obzvláště uctívány během liturgického roku, každá ve svůj den, jak je zaznamenáno v dokumentu De Ceremoniis. V Typikonu monastýru Pantokratór je zaznamenána zvláštní bohoslužba nazvaná agiopolitou (tj. "o svatém městě"), jejíž původ sahá až k bohoslužbě chrámu Božího hrobu v Jeruzalémě.

## Popis
Jedním z hlavních zdrojů o tom, jak kaple vypadala, je desátá homilie patriarchy Fotia, přednesená k zasvěcení obnoveného chrámu v roce 864:
"Kaple Bohorodice Farosské byl malý čtvercový chrám ve tvaru kříže s třemi apsidami, kupolí podpíranou čtyřmi sloupy. Před kupolí se nacházel narthex (předsíň) a atrium. Hlavním rysem byla mimořádně bohatá výzdoba kaple, jejíž průčelí zaujímala rovná a hladká fasáda obložená bílým mramorem. Stěny chrámu byly obloženy polychromovaným mramorem, přičemž mozaiková dlažba byla zhotovena vzácným řemeslným způsobem a zobrazovala fantaskní figurální výjevy. Prostor, který nebyl pokrytý mramorem, byl pokryt zlatem a stříbrem. Hlavice sloupů byly ozdobeny stříbrem, pod nimiž se vinuly zlaté girlandy. Hlavní posvátné zdobení chrámu bylo ze stříbra, nejen oltář a ciborium, ale také dveře svatyně. Takové uspořádání působilo velikým dojmem na každého vstupujícího návštěvníka kaple."
Robert z Clari, jeden z křižáků, kteří dobyli roku 1204 Konstantinopol, napsal:
Palác Bukoleonský byl krásný a bohatý, jak vám vypovím. V tomto paláci, kde se usídlil markýz (Bonifác z Montferratu), bylo na pět set komnat, které spolu všechny navzájem souvisely a vesměs byly vyzdobeny pozlacenými mozaikami, a bylo tam dobře třicet kaplí, jak velkých, tak malých; a byla tam jedna, které říkali Svatá kaple (v originále: "Sainte-Chapelle"), která byla tak bohatá a nádherná, že v ní nebyl ani jediný zámek na dveřích, ani jediná závora, zkrátka jediná věc, která se běžně dělá ze železa, jež by nebyla celá ze stříbra, a nebyl v ní jediný sloup, který by nebyl buď z jaspisu nebo z porfyru či z jiných bohatých a drahých kamenů. A podlaha kaple byla z bílého mramoru, tak hladkého a průzračného, že vypadala jako z křišťálu; a tato kaple byla tak bohatá a tak nádherná, že její nesmírnou krásu a velkolepost nebylo možné popsat slovy.
Robert z Clari, Peter Kováč, Kristova trnová koruna
Nicholas Mesarites popisuje bohaté zdobení kaple takto:
... nádherný chrám, drahé stříbro, drahé perly, drahocenný smaragd, drahé červené drahokamy (lychnitis), hojnost zlata. Katapetasma (ciborium)je celá stříbrná a sloupy, které ji podpírají, jsou obložené stříbrem a zlatem, zářivé a třpytivé. Od čtyřúhelníku [v jeho základně] katapetasma jako geometrická pyramida stoupá do ostré špičky. Životodárné pravé kříže jsou pokryty zlatem od jednoho konce k druhému, hojně obložené drahými kameny, do nichž jsou vsazené perly dokonalých oblých tvarů. Nad oltářem se vznášejí holubice, celé ze zlata a stříbra, jejichž hřbety září žlutým zlatem. Křídla jsou ozdobena smaragdy, osvětlená perlami, propíchnutými skrze ně, jejich peří je lehké jako by se vznášela ve vzduchu a právě se zastavila k odpočinutí. V zobáku drží mladé větvičky, ne olivové, ale perlové, a větvičky mají tvar kříže.
Nicholas Mesarites
Takovým způsobem palatinská kaple (Velký palác – tj. řec.Μέγα Παλάτιον, lat. Palatinum Magnum) se podobala nějakému drahokamu a vidině nebeského světa proniknutého zlatým odleskem. Tento zlatonosný prostor je v byzantských popisech označen jako dominantní rys chrámu-relikviáře. Obraz nebeského světa byl vyjádřen pomocí ikonických zobrazení v mozaikách na stěnách chrámu a je nejstarší známou (864) postikonoklastickou monumentální výzdobou. V kupoli se nacházel obraz Krista, jenž shlíží na svět a řídí jej. Pod kupolí byly zobrazeny zástupy andělů, kteří nesou Pána všech. Z apsidy, která se zvedala nad oltářem, zářil obraz Panny Marie, která vztahuje ruce k ochraně, chrání basilea a dává mu vítězství nad nepřáteli. Fotius se dále zmiňuje o ikonách mučedníků, apoštolů, proroků a patriarchů, kteří zaplňují celý chrám. Nicholas Mesarites popisuje dvorní kapli jako symbolický obraz Svaté země a jako liturgický prostor, kde se odehrává vykoupení. Ve středověku byl chrám Bohorodice Farosské posvátným cílem každého návštěvníka a poutníka přicházejícího do Konstantinopole. Jeho význam lze porovnat pouze s chrámem Hagia Sofia. Na rozdíl od obrovské Sofie však tento malý chrám mohl být na první pohled přehlédnut.
Nikoliv nádherná výzdoba, ale reálná přítomnost pravých Kristových relikvií vytvářela z kaple Bohorodice Farosské ikonický obraz Svaté země a svatého Božího hrobu v Jeruzalémě. Zvláštní bohoslužba Svatého města liturgicky navazovala na bohoslužbu u svatého Božího hrobu, v jehož galeriích se před rokem 614 nacházely relikvie, o nichž se zmiňují poutníci ze sedmého až devátého století.

## Ikonický původ kaple

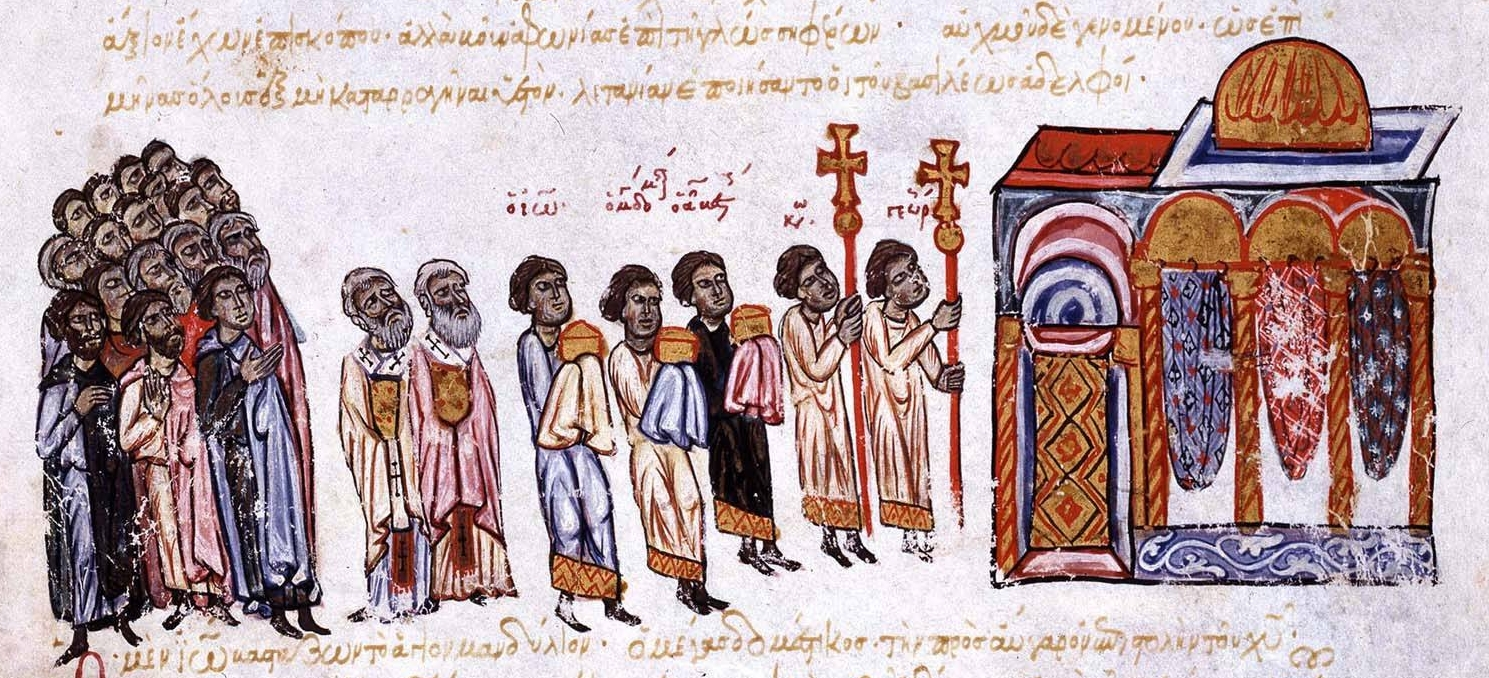
Procesí císařových bratrů Jana, Konstantina a Jiřího s významnými relikviemi z kaple Bohorodice Farosské v roce 1037, miniatura Kroniky Jana Skylitze, Madrid, Národní knihovna

V latinském breviáři (Breviarius de Hierosolyma), jenž byl sestavený před rokem 614 (před zničením chrámu Peršany), se píše o sacrarium de basilica Constantini, kde byly uchovávány pašijové relikvie: rákos a houba, pohár z Poslední večeře Páně, Longinovo kopí. Arculf na konci 7. století hovoří o kapli mezi chrámem na Golgotě a Martyriem, kde byl uchováván stříbrný pohár Páně, v němž uchovávali houbu, na které dávali ukřižovanému Kristu pít ocet – a obyvatelstvo celého Jeruzaléma přicházelo se relikviím poklonit. Začátkem 9. století již o jeruzalémské kapli není od poutníků žádná zmínka – to může souviset s tím, že vzácné relikvie byly převezeny do Konstantinopole a uloženy v kapli Bohorodice Farosské, která může být považována za obnovenou repliku jeruzalémské kaple-relikviáře a která měla svůj ikonický původ v prvotním posvátném prostoru u svatého Božího hrobu.

Svaté relikvie mohly být přemísťovány na jiná místa ve Velkém paláci nebo neseny o svátcích v procesích do chrámu Hagia Sofia nebo Blachernského paláce. Během vlády císaře Michaela IV. v roce 1037 nastalo velké sucho trvající po šest měsíců, císař proto nařídil konat liturgické procesí litije s prosbami k Bohu za seslání deště. Procesí vycházelo z Velkého paláce a směřovalo k Blachernskému paláci. Text na miniatuře zněl:
| „ | Císařovi bratři uspořádali litije, Jan nesl svatý Mandylion (Agion Mandylion), velký domestikus (řec. mégas doméstikos – hlavní velitel byzantské armády) Kristův dopis Abgarovi, vrchní dohlížitel rouch (protovestiarus) Jiří nesl svatá plátna (Agia Spargana). Kráčeli pěšky z Velkého paláce do chrámu Matky Boží Vlachernské a zde patriarcha sloužil druhou liturgii. A přesto stále nepršelo. | “ |

Procesí s relikviemi spojovalo nejdůležitější posvátná centra byzantské metropole. Kristus, jehož milost přebývala v relikviích, byl slavnostně a s úctou vnášen do městského prostoru. Členové císařské rodiny, kteří nesli zázračné relikvie pěšky, demonstrovali svou podřízenost pravému Pánu a nejvyššímu Ochránci.
Dalším příkladem prostorového využití relikvií z farosské dvorní kaple je Limburský relikviář, který byl s největší pravděpodobností odvážen byzantskými císaři na jejich vojenská tažení. Relikvie z císařské kaple, která rámuje centrální fragment pravého Kříže, symbolizovala moc říše. Jak vyplývá z dokumentu De Ceremoniis Constantina Porphyrogenita relikvie pravého Kříže byla ceremoniálně nesena zvláštním služebníkem (cubicularius) ve schráně na hrudi vpředu před císařem na všech vojenských taženích. Za ním následoval nosič standarty, který nesl procesní kříž s částí pravého Kříže. Při těchto obřadech se celé vojsko stávalo  součástí posvátného prostoru chrámu Bohorodice Farosské, který byl ztělesněn v ikonickém obraze relikviáře.

## Další osud relikvií

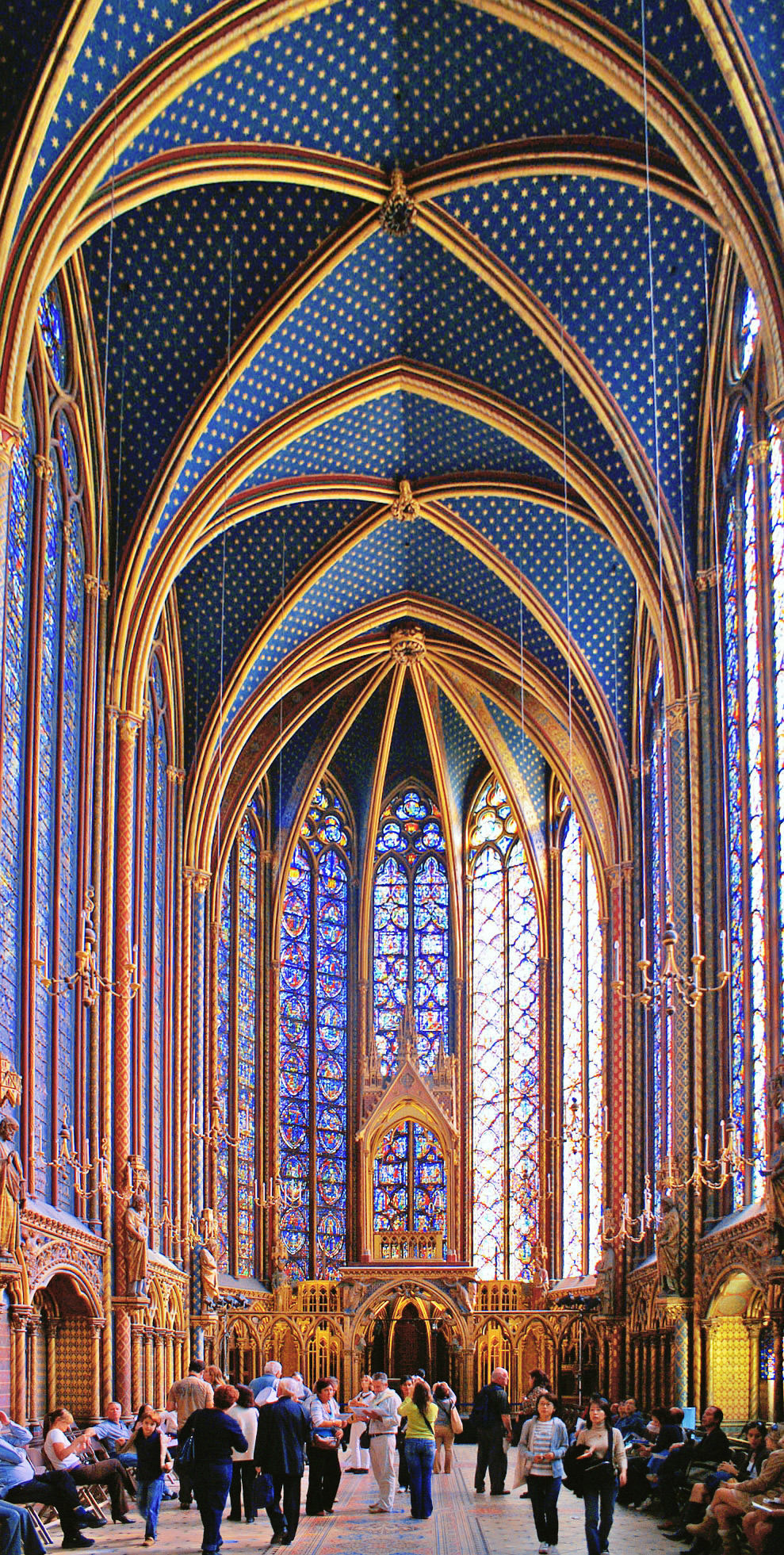
Sainte-Chapelle – horní kaple

Po dobytí a vyplenění Konstantinopole západními křižáky v roce 1204 sbírka relikvií ze Sancta Capella byla Balduinem II. prodána za astronomickou cenu francouzskému králi Ludvíku IX. a v letech 1239-1241 převezena do Paříže. Relikvie byly uloženy v gotické replice byzantské kaple Bohorodice Farosské – ve světově proslulé Sainte-Chapelle, vysvěcené roku 1248. Tato událost přeměnila Paříž v nové centrum křesťanství, protože to nebylo jen nové úložiště, které se svatý Ludvík snažil vybudovat, ale "svatá kaple", která představovala nejvýznamnější důležitý posvátný prostor Byzance v hlavním městě Francie. Vlastnictví těchto nejvzácnějších relikvií stavělo Francii na přední místo v křesťanském světě. Název Sainte-Chapelle je tradiční titul chrámu Bohorodice Farosské, který se objevuje v různých latinských zprávách o Konstantinopoli.
V průběhu slavnostních liturgií byla truhla se vzácnými relikviemi otevřena před zraky věřících, kteří se mohli poklonit velikým relikviím křesťanstva, a účastnit se tak posvátného prostoru Svaté země, který v nich byl obsažen. Pařížským obnovením slavného konstantinopolského Božího hrobu proniknutého císařskou slávou, navázal svatý Ludvík symbolickou kontinuitu posvátných prostor odkazujících na Jeruzalém z evangelií a na eschatologický obraz Nového Jeruzaléma. Naneštěstí většina svatých relikvií zmizela za francouzské revoluce roku 1793, neboť byla zničena revolucionáři. Nicméně některé relikvie byly přemístěny do Národní knihovny ke studiu a tak byly zachovány. Na prvním místě je to Trnová koruna, která je vsazena do neogotického relikviáře z 19. století, dále velká část z pravého Kříže a svaté Hřeby.

### Relikviář kamene Božího hrobu

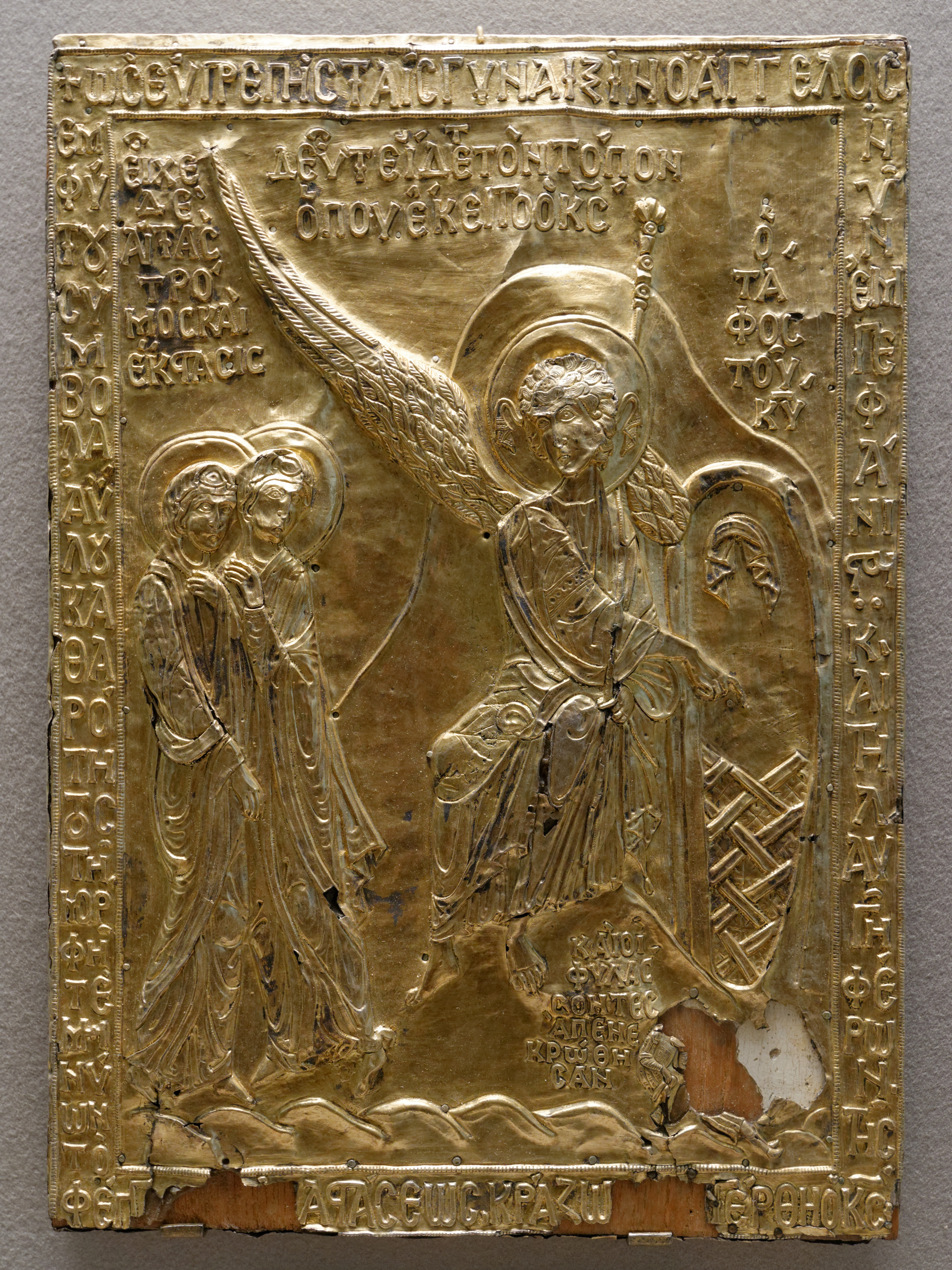
Náhrobní relikviář Božího hrobu, Louvre

Jediným zachovaným kusem z chrámu Bohorodice Farosské je byzantský relikviář pocházející z 12. století, který byl vytvořen pro uschování kamene oplakávání ze svatého Božího hrobu. Relikviář se nachází v muzeu Louvre. Jedná se o stříbrnou zlacenou ikonu, která představuje ženy – myronosice a archanděla Gabriela u hrobu. Okraje relikviáře jsou orámovány nápisem paschálních zpěvů, které parafrázují evangelijní příběh o zjevení anděla u hrobu (Mt 28,1-7).

### Mandylion a Keramidion
Slavné plátno se zázračným obtiskem tváře Krista (Mandylion) bylo převezeno z Edessy do Konstantinopole, kde bylo s velkou slávou přijato a umístěno v chrámu Bohorodice Farosské dne 16. srpna 944. Keramidion je zázračný obtisk Kristovy tváře na dlaždici a v dvorské kapli byl uložen roku 968. Křižák Robert z Clari svědčí o tom, že oba rukou nevytvořené obrazy Páně byly umístěny ve zlatých rámech, které visely na stříbrných řetězech ze dvou oblouků naproti sobě. Jedním z nejznámějších příkladů takového ikonografického uspořádání jsou nástěnné malby v Mirožském klášteře ve Pskově.
Toto prostorové uspořádání ikon chrámu Bohorodice Farosské se svým originálním ikonografickým řešením vstoupilo jako obrazové paradigma do posvátného prostoru mnoha chrámů po celém křesťanském světě a zajišťovalo tak propojení každého chrámu se svým prototypem – prostorem chrámu Božího hrobu v Jeruzalémě.

### Ikonografické uspořádání

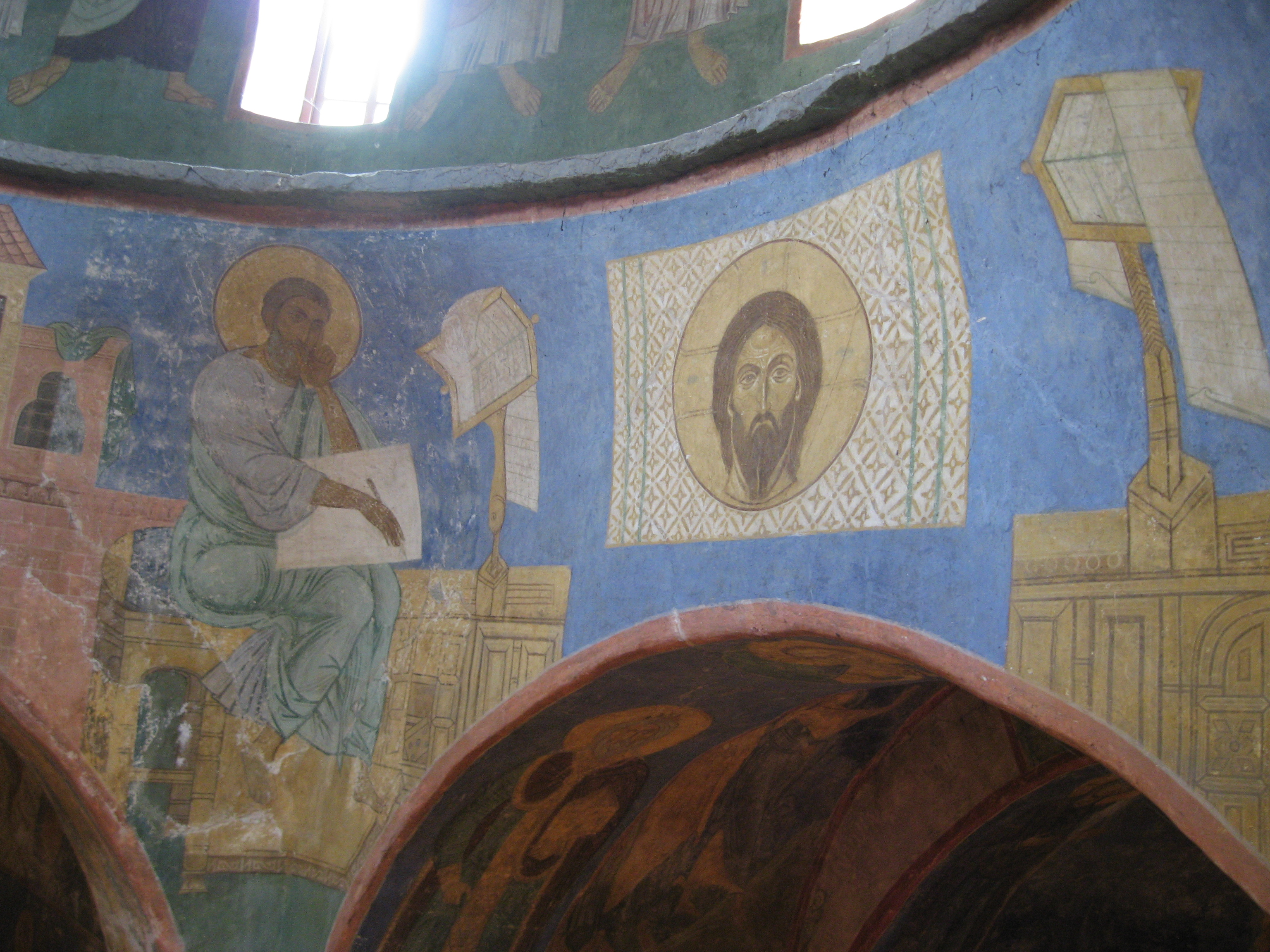
Mandylion – Mirožský klášter, Pskov
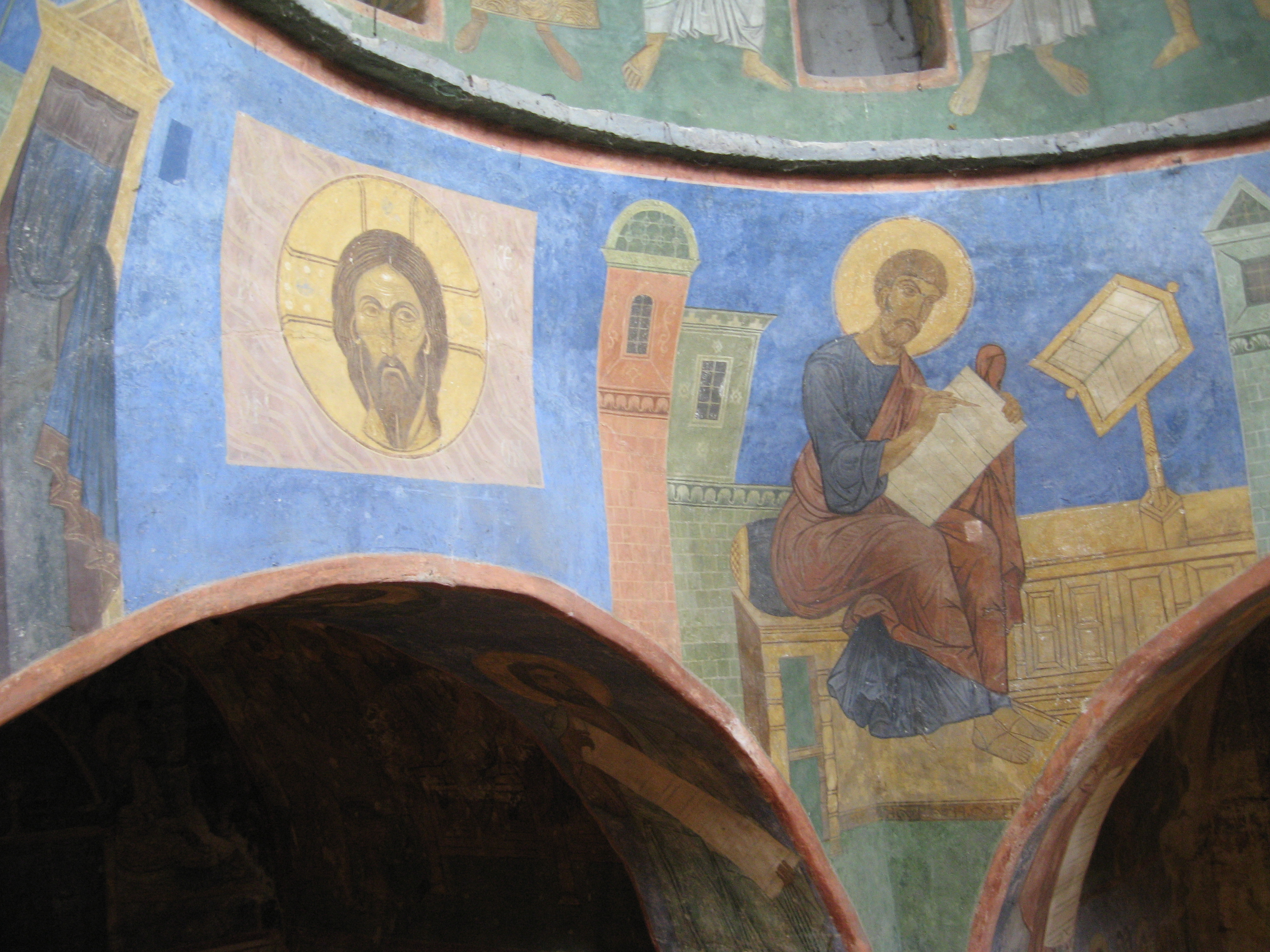
Keramidion – naproti Mandylionu, Mirožský klášter, Pskov
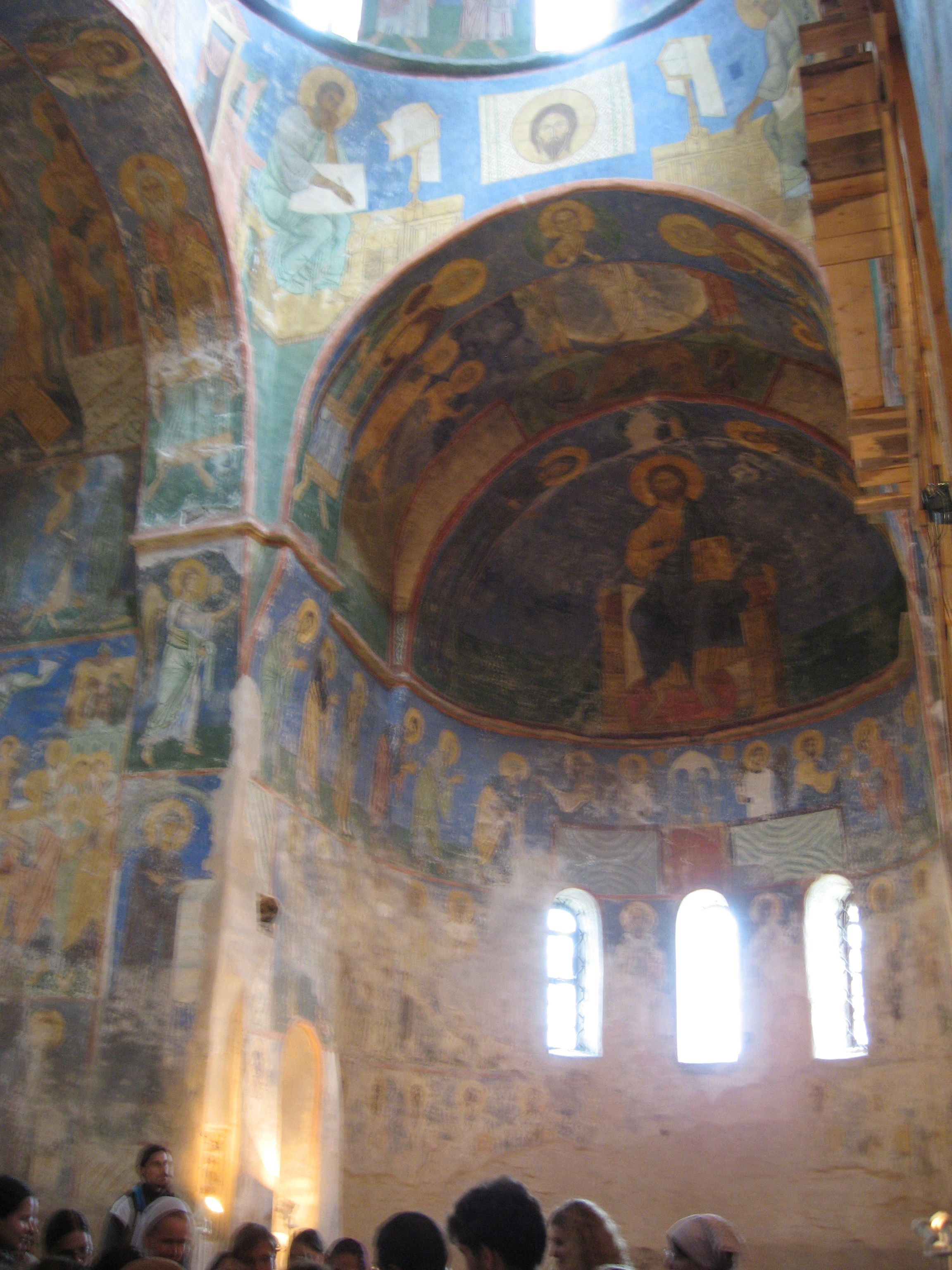
Mirožský klášter – apsida
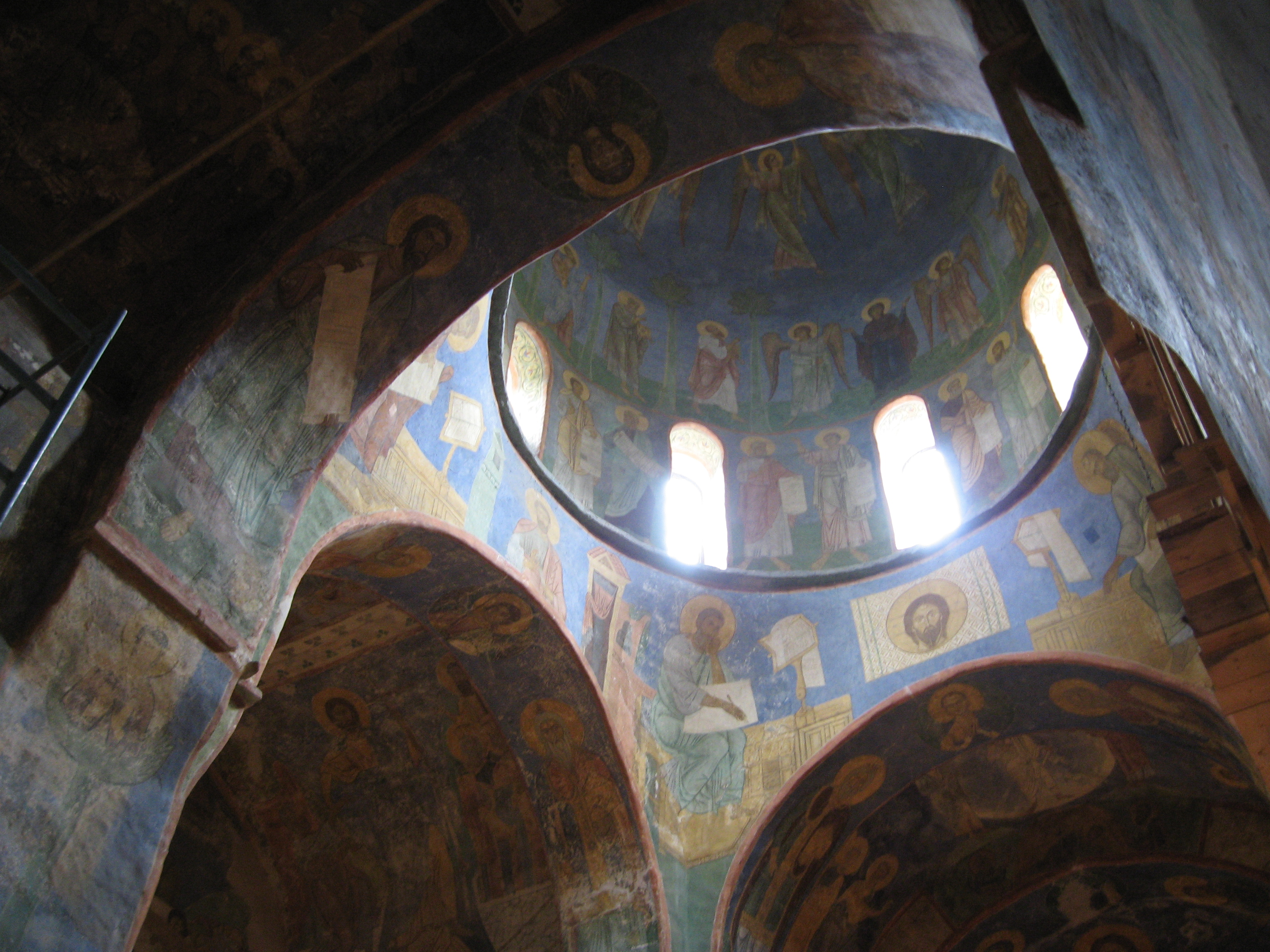
Mirožský klášter – kupole

### Pohřební plátno Kristovo

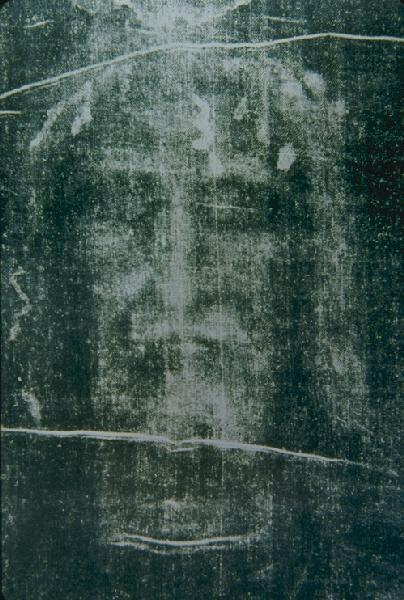
Turínské plátno – negativ

Poutníci se často zmiňovali o zavinutém plátně (sindonu) Krista v kapli ve Farossu, a někteří hovoří o dvou předmětech – "jeho rubáši a pohřebním plátně". Robert z Clari viděl plátno na vlastní oči roku 1204:
| „                | V chrámu Panny Marie Blachernské bylo k vidění pohřební plátno Kristovo, které se každý pátek samo zvedlo, takže bylo jasně vidět obtisknutou podobu našeho Pána. A nikdo neví - ani Řek, ani Francouz -, co se s tím rubášem stalo, když bylo město dobyto. | “ |
| — Robert z Clari | |   |

Americký fyzik John Jackson, který pečlivě studoval specifické příčné záhyby na pravé a zadní straně Turínského plátna, dospěl k závěru, že rubáš byl složen "do konfigurace, která umožňuje, aby se zvedal a spouštěl", a tak byl vystaven věřícím pomocí zvláštního zařízení.

### Podobné články
- Hagia Sofia
- Monastýr Krista Pantokratora
- Chrám svatých Apoštolů
- Chrám Matky Boží Vlachernské
- Theotokos Pammakaristos
- Chrám svatého Spasitele v Chóře
- Chrám svatého Polyeukta
- Chrám Matky Boží Životodárného pramene
- Lips monastýr (mešita Fenari Isa)